# Ellens dritter Gesang
Ellens dritter Gesang (Ellens Gesang III, D. 839, Op. 52) —Cants d'Elena III— és un lied compost per Franz Schubert l'any 1825. És una de les seves obres més populars, gravada per un gran nombre i varietat de cantants amb el títol d'Ave Maria en arranjaments que difereixen de la lletra original. Franz Liszt en va fer tres arranjaments per a piano.

## Història
La peça és sovint coneguda com l'Ave Maria de Schubert, però la va compondre originalment com un arranjament d'una cançó popular del poema èpic de Walter Scott The Lady of the Lake, en una traducció a l'alemany realitzada per Adam Storck (1780-1822), i, per tant, forma part del Liederzyklus vom Fräulein vom See de Schubert. En el poema de Scott, el personatge d'Ellen Douglas, la «dama del llac» (Loch Katrine a les Terres altes d'Escòcia), se n'ha anat amb el seu pare per amagar-se en la «Cova del follet» per evitar la venjança del rei al seu amfitrió, Roderick Dhu, el cap del Clan Alpin, qui els havia acollit des que el rei els va exiliar. Ella canta una pregària a la Mare de Déu (una Avemaria), demanant-li ajuda. Roderick Dhu, que es troba en el punt més alt de la muntanya guiant al clan a la guerra, no sent la cançó.
Es diu que la peça va ser interpretada per primera vegada al castell de la comtessa Sophie Weissenwolff a la petita ciutat austríaca de Steyregg i que estava dedicada a ella, restant coneguda com a «la dama del llac».
El 1825, Schubert va compondre una selecció de set cançons sobre The Lady of the Lake de Walter Scott. Varen ser publicades el 1826 com el seu op. 52. Les cançons no són per a un intèrpret individual: les tres cançons d'Ellen són per a una veu de dona acompanyada al piano, mentre que les cançons de Norman i el comte de Douglas foren destinades al baríton Johann Michael Vogl. Les altres dues cançons estan escrites una per a un quartet de veus masculines i l'altra per a un cor femení.
1. Ellens Gesang I D 837 Raste Krieger, Krieg ist aus / Descanseu, soldats! La guerra ha acabat
2. Ellens Gesang II D 838 Jäger, ruhe von der Jagd / Descanseu, caçadors! La caça està feta
3. Bootgesang D 835 Triumph, er naht / El triomf s'acosta, per a quartet vocal masculí
4. Coronach (Cant fúnebre per a dones) D 836 Er ist uns geschieden / Ell ha arribat a la muntanya, per a cor femení
5. Normans Gesang D 846 Die Nacht bricht bald herein / La nit caurà aviat
6. Ellens Gesang III (Himne a la Mare de Déu) D 839 Ave Maria! Jungfrau mild! / Ave Maria! Dolça donzella!
7. Lied des gefangenen Jägers D 843 Mein Roß sota müd / El meu corcel està cansat

Schubert va compondre els textos de les cançons en alemany. No obstant això, amb l'excepció de la número 5, tenia la intenció de publicar les cançons amb els textos originals en anglès. Això significava trobar les correspondències a les traduccions, de vegades molt lliures, de Storck, el que va comportar bastants dificultats.